# Maskarenen-Flughund
Der Maskarenen-Flughund (Pteropus niger) ist eine Flughundart aus der Gattung Pteropus innerhalb der Familie der Eigentlichen Flughunde (Pteropodidae). Er ist ein Endemit der Maskarenen. Auf der Insel Réunion ist die Art zwischen 1772 und 1801 ausgestorben. Durch einzelne mit Stürmen dorthin getragene oder aus der Gefangenschaft entkommene Tiere hat sich auf Réunion wieder eine kleine Population gebildet, von der unklar ist, ob sie eigenständig reproduziert. Auf Mauritius gilt die Art als bedeutender Schädling der Obstplantagen und wird wegen angeblich stark zunehmender Bestände verfolgt. Die IUCN betrachtet die Art hingegen als gefährdet (EN - Endangered), das ist die zweithöchste Gefährdungskategorie, und berichtet von zurückgehenden Beständen.

## Merkmale

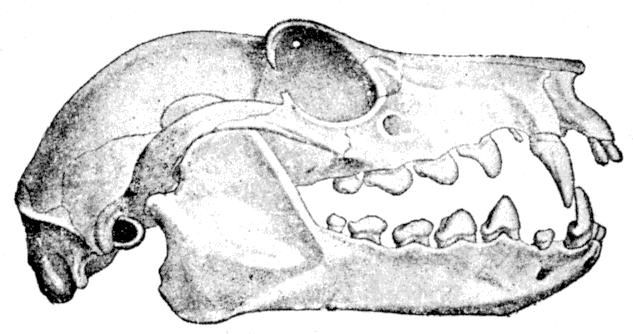
Schädel von Pteropus niger

Mit einem Gewicht nicht reproduzierender adulter Weibchen von 380 bis 540 Gramm (im Durchschnitt 473 Gramm) gehört der Maskarenen-Flughund zu den mittelgroßen Arten der Gattung Pteropus, der Indische Riesenflughund (Pteropus giganteus) und der Kalong (Pteropus vampyrus) wiegen mehr oder fast das Doppelte, der Goldmantel-Flughund (Pteropus pumilus) weniger als die Hälfte. Die Gesamtlänge erreicht 270 Millimeter, wovon 70 Millimeter auf den Kopf entfallen. In der älteren Literatur wird von unterschiedlich langen Unterarmen der Geschlechter berichtet, 152 bis 165 Millimeter beim männlichen und 143 bis 162 Millimeter beim weiblichen Geschlecht. In der Literatur seit dem Jahr 2000 wird eine Unterarmlänge von 143 bis 165 (durchschnittlich 152) Millimeter ohne signifikanten Unterschied bei den Geschlechtern genannt. Die Spannweite adulter Maskarenen-Flughunde beträgt zwischen 900 und 1020 Millimeter.
Der Maskarenen-Flughund unterscheidet sich von den anderen Flughunden der Region durch die heller gefärbten Flanken, einen ausgeprägten schwarzen Aalstrich und seine auffallend kleinen Ohren.

## Verbreitungsgebiet und Lebensraum

Madagaskar, östlich davon die Inseln Réunion und Mauritius

Die Flughunde der Gattung Pteropus sind vom westlichen Indischen Ozean bis zur Mitte des Pazifiks verbreitet. Untersuchungen der mitochondrialen DNA lieferten Hinweise auf eine von Indien und Südostasien ausgehende Kolonisation der Inseln des Indischen Ozeans, die in mindestens drei Schüben erfolgte. Dabei liegen die beiden letzten Ereignisse relativ kurze Zeit zurück und führten im zweiten Ereignis von Indonesien ausgehend zur Besiedelung der Insel Rodrigues durch den Rodrigues-Flughund (Pteropus rodricensis), und im dritten Ereignis von Indien aus zur Besiedelung von Mauritius durch den Maskarenen-Flughund.
Das natürliche Verbreitungsgebiet des Maskarenen-Flughundes sind die Maskarenen und umfasst die Vulkaninseln Mauritius (20° 20′ 0″ S, 57° 30′ 0″ O), Réunion (21° 7′ 0″ S, 55° 32′ 0″ O) und, mit einem einzigen subfossilen Fund, Rodrigues 19° 43′ 0″ S, 63° 25′ 0″ O. Berichte über Funde auf Madagaskar beruhen auf Verwechslungen. Mehrere alte Exemplare in zoologischen Sammlungen sind mit dieser Herkunftsangabe versehen, teilweise mit dem Ortsnamen Tamatave, der französischen Bezeichnung der madagassischen Stadt Toamasina und der gleichnamigen früheren Provinz. Ein Dorf auf Réunion trägt denselben Namen.

### Mauritius
Der Maskarenen-Flughund lebt vorwiegend in den verbliebenen Primärwäldern von Mauritius und in Gebieten, in denen einheimische und eingeführte Bäume wachsen. Mauritius ist eine etwa 62 Kilometer lange und 45 Kilometer breite Insel, wenige Breitengrade nördlich des Wendekreis des Steinbocks im westlichen Indischen Ozean, etwa 800 Kilometer östlich von Madagaskar. Zwar ist ein Viertel der Inselfläche bewaldet, doch nur zwei Prozent der Fläche sind nicht durch invasive Pflanzen beeinträchtigt. Diese ursprünglichen Habitate sind zudem stark fragmentiert. Die Flughunde bevorzugen für ihre Ruheplätze den weitgehend störungsfreien Wald an der Leeseite der Berge, mit einem Schutz vor direkter Sonneneinstrahlung.
Nach Auffassung der Regierung von Mauritius hat die Population in den ersten Dekaden des 21. Jahrhunderts stark zugenommen, weil die Zyklone mit ihrer bestandsregulierenden Funktion ausgeblieben sind. Die Größe der Population des Maskarenen-Flughunds ist umstritten, dabei gibt die Regierung von Mauritius grundsätzlich deutlich höhere Zahlen an als inländische Naturschutz-Organisationen und der IUCN. Naturschutzorganisationen nennen gelegentlich nur die Zahlen adulter Tiere, deren Anteil an der Gesamtpopulation wird auf 65 Prozent geschätzt. Die angegebenen Zahlen wurden mit unterschiedlichen Methoden ermittelt und sind daher nicht direkt miteinander zu vergleichen. Auch die IUCN räumt ein, dass es bis 2013 einen Anstieg der Population gegeben hat. Bei früheren Zählungen waren nicht alle Ruheplätze bekannt, so kannte man im Jahr 2003 nur vierzehn und 2007 bereits 54 Ruheplätze, 2013 63 Ruheplätze und 2016 waren es 83.
| Jahr | Regierung                | Naturschützer                  | Anmerkungen |
| ---- | ------------------------ | ------------------------------ | --- |
| 1974 |                          | 10.000                         | Grobe Schätzung, basierend auf Zählungen weniger Kolonien, Gesprächen mit Jägern und anekdotenhaften Berichten |
| 2006 | 22.000 bis 25.000        |                                | |
| 2007 |                          | mehr als 25.000                | Hochrechnung, basierend auf der Zählung von 12.000 bis 16.000 Tieren an 24 von 57 bekannten Ruheplätzen        |
| 2010 | 49.000 bis 56.000 55.000 |                                | |
| 2013 | 90.000 92.000            | 16.000 bis 33.000 adulte Tiere | |
| 2015 | 90.000                   | 50.000                         | |
| 2016 | 58.125 bis 66.875        |                                | Nach Regierungsangaben 62.500 Tiere, ± sieben Prozent                                                          |
| 2017 |                          | 37.700 adulte Tiere            | |

### Réunion
Die ältesten Berichte über den Maskarenen-Flughund stammen von Réunion. Dort galt die Art seit dem frühen 19. Jahrhundert als ausgestorben, der Bestand ist zwischen 1772 und 1801 erloschen. Zu Beginn des 21. Jahrhunderts wurden einzelne Maskarenen-Flughunde auf Réunion vorgefunden, die vermutlich durch die jährlichen Zyklone von dem etwa 180 Kilometer entfernten Mauritius dorthin getrieben wurden. Es besteht auch die Möglichkeit, dass sie 2006 oder 2007 bei der Schließung des Zoos von Saint-Denis freigelassen wurden. 2007 wurde eine kleine Gruppe von zehn bis zwanzig Individuen beobachtet. Anfang 2015 wurde die Zahl der Flughunde auf etwa 40 geschätzt, einschließlich mehrerer Weibchen mit Jungtieren. Bislang ist nicht erwiesen, dass diese Population stabil reproduziert.

### Rodrigues
Von der Insel Rodrigues ist nur ein subfossiler Schädel bekannt, der in einer Höhle zusammen mit subfossilen Knochen des Rodrigues-Solitärs gefunden wurde. Der Schädel wurde 1881 von James Caldwell dem Indian Museum in Kolkata übergeben und von John Anderson fälschlich als Pteropus rodricensis identifiziert. Erst 1981 wurde eine handschriftliche Randnotiz von Knud Christian Anderson in einem Exemplar seines Katalogs der Fledertiere des British Museum veröffentlicht, in der er den von ihm begutachteten Schädel als Pteropus niger bezeichnete. Es gibt keine Hinweise auf ein Vorkommen nach der Ankunft von Menschen auf Rodrigues.

## Lebensweise

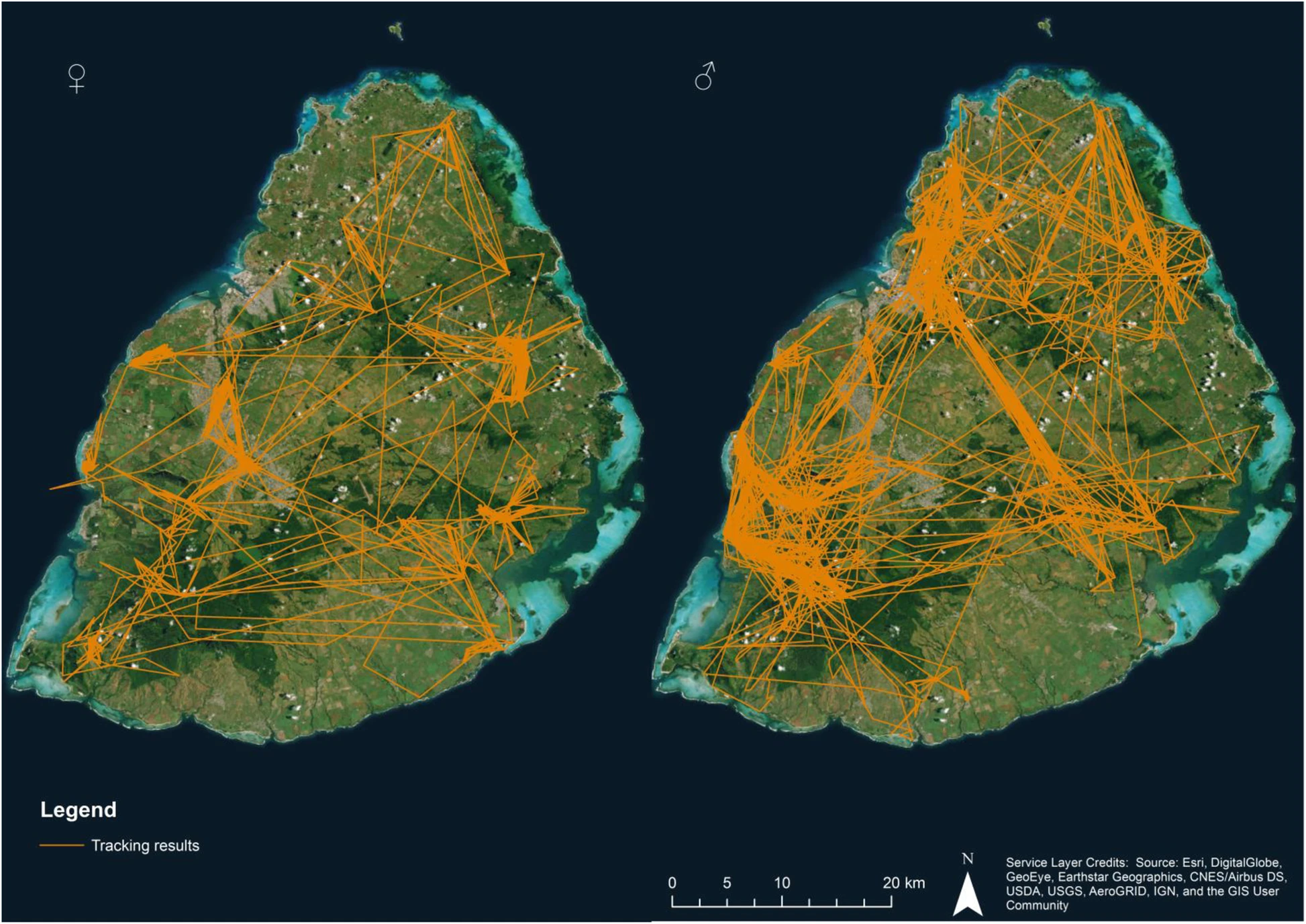
Zugwege (orange Linien) für jeweils sechs weibliche (links) und männliche Tiere (rechts), Dezember 2014 bis September 2016

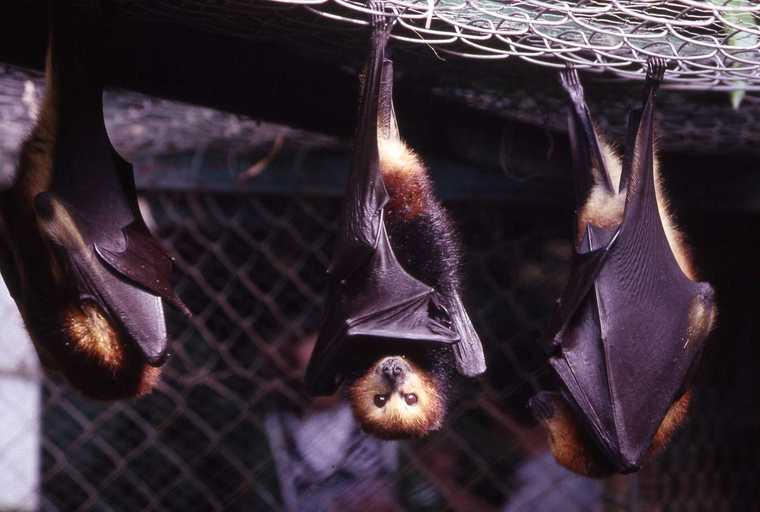
Drei Maskarenen-Flughunde in Ruhehaltung, Zoo La Vanille, Mauritius

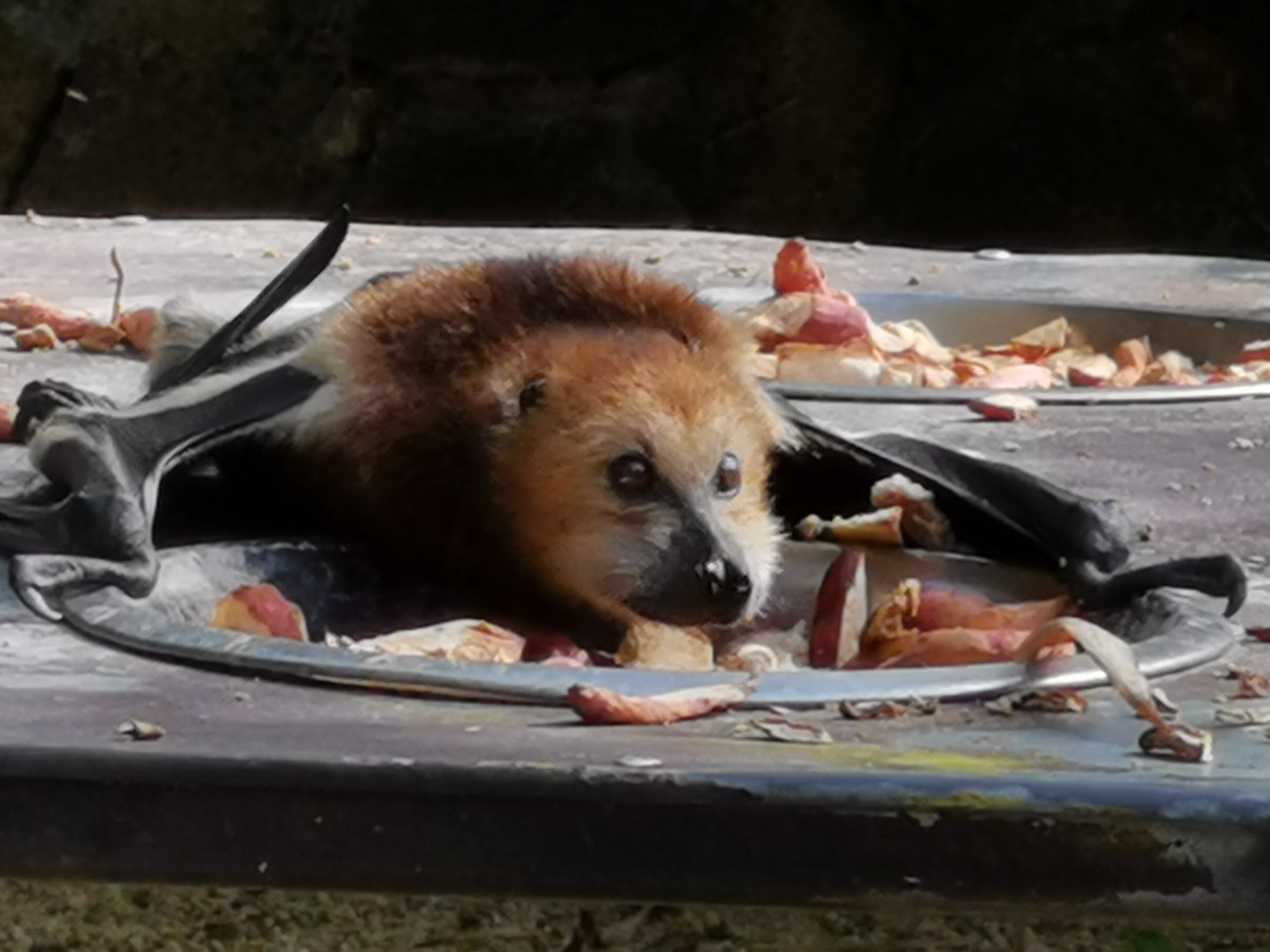
Maskarenen-Flughund im Zoo La Vanille, Mauritius

### Ruheplätze
Ein Auswahlkriterium für geeignete Bäume ist die Zugänglichkeit des Kronenbereichs und das Vorhandensein hinreichend starker Äste am Rand der oberen Baumkrone, um das Gewicht mehrerer Flughunde tragen zu können. Wahrscheinlich benötigen die Flughunde an den Ruheplätzen und den Futterpflanzen Raum nach unten, um beim Abflug im Fallen Geschwindigkeit aufzunehmen. Bevorzugt werden fünf Baumarten, die sowohl importierte als auch endemische Arten umfassen: Eukalypten (Eucalyptus spp.), Araukarien (Araucaria spp.), Tabebuia pallida, Lebbekbaum (Albizia lebbek) und die endemischen Labourdonnaisia spp. Darüber hinaus werden Orte bevorzugt, in deren Nähe sich geeignete Futterpflanzen befinden. Die meisten Ruheplätze sind gemischt belegt, es gibt aber auch Ruheplätze mit nur männlichen Tieren, oder nur mit Weibchen und ihren Jungen. Während der Trockenzeit werden die Ruheplätze im Nordwesten der Insel stärker genutzt. Viele Ruheplätze werden sehr lange genutzt, wobei die Zusammensetzung der Gesellschaft wegen der fehlenden Standorttreue des Maskarenen-Flughunds wechselt. Es kommt vor, dass über Generationen genutzte Ruheplätze nach einer schweren Störung aufgegeben werden. Die nachtaktiven und nur ausnahmsweise tagsüber nach Futter suchenden Maskarenen-Flughunde fliegen während der Nächte zu ihren Futterplätzen in stark unterschiedlichen Habitaten, einschließlich Obstplantagen und menschlichen Siedlungen. Dabei fressen viele in der Nähe ihrer Ruheplätze, andere legen Flugstrecken bis zu mehr als 90 Kilometer in einer Nacht zurück und wechseln die Ruheplätze aus verschiedenen Gründen, wie der vorherrschenden Windrichtung oder dem Futterangebot. Die Fluggeschwindigkeit beträgt beim An- und Abflug an den Ruheplätzen durchschnittlich 18,5 km/h mit Spitzen von 24 km/h.

### Nahrungsspektrum
Der Maskarenen-Flughund ernährt sich von einheimischen und eingeführten Pflanzen. Noch vor wenigen Jahren wurde angenommen, dass sich die Nahrung zu mehr als einem Drittel aus bestandsgefährdeten endemischen Arten und zur Hälfte aus eingeführten Pflanzenarten zusammensetzt. Jüngere Forschungen, die durch die Diskussion um die verursachten Schäden in der Landwirtschaft angestoßen wurden, deuten darauf hin, dass die Flughunde sich in stärkerem Maß als bislang bekannt von den Früchten, Blüten und Blättern einheimischer Pflanzen ernähren. Dabei bevorzugen sie reife Früchte und greifen, wenn es daran mangelt, auf unreife Früchte zurück. Der Verzehr von Blättern und Blüten dient möglicherweise der Versorgung mit Proteinen, an denen es in den Früchten mangelt.
Maskarenen-Flughunde tragen erheblich zur Verbreitung der Samen einheimischer Pflanzen bei. Sie ernähren sich unter anderem von den Früchten des Calvariabaums, von dem in der Vergangenheit behauptet wurde, er sei zur Vermehrung auf den Dodo angewiesen. Weitere verzehrte Früchte sind jene der endemischen Ebenholzbäume Diospyros tessellaria und Diospyros nodosa, und der Sapotengewächse Mimusops maxima und Labourdonnaisia glauca. Bei Labourdonnaisia glauca und zahlreichen weiteren Baumarten gibt es Hinweise darauf, dass die Art zur Verbreitung ihrer Samen auf die Maskarenen-Flughunde angewiesen ist. Dabei werden Früchte bevorzugt, die an hohen, ausladenden Bäumen wachsen und deren Samen wegen ihrer Größe von Vögeln nicht verbreitet werden können. Die Samen der Pflanzen werden entweder verschluckt und mit dem Kot wieder ausgeschieden, oder im Maul der Flughunde von Saft und Fruchtfleisch befreit und wieder ausgespuckt. Der Maskarenen-Flughund spielt beim Erhalt der letzten Naturwälder auf Mauritius eine entscheidende Rolle.

Schäden an Litschis im Vergleich: aus natürlichen Ursachen aufgeplatzt (a, b); braune oder faulige Stellen durch Nährstoffmangel, Insektenbefall oder Erkrankungen (c); Vogelfraß (d-f); Fraßschäden durch Flughunde (g-h)

Während der Trockenzeit von September bis Dezember ist das Futterangebot an einheimischen Pflanzen verringert. Die Flughunde wenden sich dann genau zu der Zeit den Kulturpflanzen zu, in der die Früchte reifen und die Ernte unmittelbar bevorsteht. Es gibt Hinweise darauf, dass durch die Verfügbarkeit importierter Pflanzen der Einfluss der Trockenzeit gemindert wird, der natürlicherweise den Fortpflanzungserfolg begrenzt und die Population reguliert. Zu den von Maskarenen-Flughunden verzehrten Früchten von Kulturpflanzen gehören in erster Linie Litschi und Mango, aber auch Longan und Jackfrucht. Der Minister für Agrarindustrie und Lebensmittelsicherheit gab im Oktober 2015 bekannt, dass 73 Prozent der Ernte in Litschi-Plantagen und 42 Prozent der Mangoernte durch die Flughunde geschädigt worden sind, und dass auch einige Bananenplantagen betroffen seien. Diese Angaben und die Angaben der Landwirte stehen im Widerspruch zu Forschungsergebnissen, die deutlich geringere Schäden nachwiesen. Der größte Teil der Schäden wurde demnach durch schlechte Witterung oder durch das Aufplatzen überreifer Früchte bedingt. Von den Fraßschäden wurde ein großer Teil durch Vögel verursacht.

### Fortpflanzung
Die Paarungssaison liegt im April und Mai, zur Paarung sondern sich zwei Flughunde vorübergehend vom Rest der Kolonie ab. Nach einer Tragzeit von 20 bis 27 Wochen werden die Jungen zwischen August und November geboren. Die Jungen werden bis zum Alter von drei bis sechs Wochen von den Müttern mitgeführt. Die Untersuchung der mitochondrialen DNA von Individuen verschiedener Ruheplätze lässt darauf schließen, dass sich die Population der gesamten Insel panmiktisch fortpflanzt, und dass ein erheblicher Austausch von Erbinformationen über die gesamte Insel stattfindet.
Die Sterblichkeit junger Maskarenen-Flughunde wird auf 50 Prozent im ersten und 33 Prozent im zweiten Lebensjahr geschätzt. Die Jungen werden frühestens mit eineinhalb bis zwei Jahren geschlechtsreif, bei einer Generationsdauer von sieben Jahren. Ein in der Gefangenschaft gehaltenes Exemplar erreichte ein Lebensalter von 19,4 Jahren.

### Krankheiten und zoonotisches Potential
Im Zusammenhang mit populationsgenetischen Untersuchungen wurde in den Proben das Erbgut von Viren aus der Gruppe der unklassifizierten Morbilliviren (UCMV) gefunden, von denen bislang keine pathogene Wirkung auf Menschen bekannt ist. Diese Viren wurden auch in zahlreichen kleinen Säugetieren auf anderen Inseln des westlichen Indischen Ozeans gefunden. Auf Madagaskar wurden im Blut von Flughunden Antikörper gegen das Nipah-Virus, das Hendra-Virus und das Tioman-Virus gefunden. Im Zusammenhang mit den seit 2015 auf Mauritius durchgeführten Keulungen besteht auch die Sorge, dass bislang nicht auf Menschen übertragene Krankheitserreger in die menschliche Bevölkerung gelangen könnten. Im südlichen Uganda kam es 2007 zu einem Ausbruch des Marburgfiebers in einem Bergwerk mit vier Erkrankten und in einer Höhle mit zwei erkrankten Touristen. Im folgenden Jahr wurde gegen den Rat der Centers for Disease Control and Prevention, des Uganda Virus Research Institute (UVRI) und der Uganda Wildlife Authority (UWA) die Keulung der jeweils 40.000 bis 100.000 Nilflughunde (Rousettus aegyptiacus) im Bergwerk und in der Höhle versucht. Im August 2012 kam es in der nahegelegenen Stadt Ibanda zu einem Ausbruch mit 15 Erkrankten und vier Toten, dem bislang größten Ausbruch des Marburgfiebers in Uganda. Die Erreger konnten durch genetische Untersuchungen mit der Flughund-Population der Höhle in Verbindung gebracht werden. Durch die Keulung war das bestehende Gleichgewicht in der Flughund-Population gestört worden, was zu einem größeren Anteil von Tieren mit aktiven Infektionen und zu einer größeren Gefahr des Überspringens von Infektionen auf Menschen führte.
Wiederholte äußerliche Untersuchungen geschossener Maskarenen-Flughunde erbrachten keine Hinweise auf Ektoparasiten. Auch bei nahe verwandten Flughunden anderer Inseln konnten keine Ektoparasiten nachgewiesen werden, während die Fledermäuse der Region von Fledermausfliegen der Gattung Basilia und Wanzen der Familie Polyctenidae parasitiert werden.

## Systematik

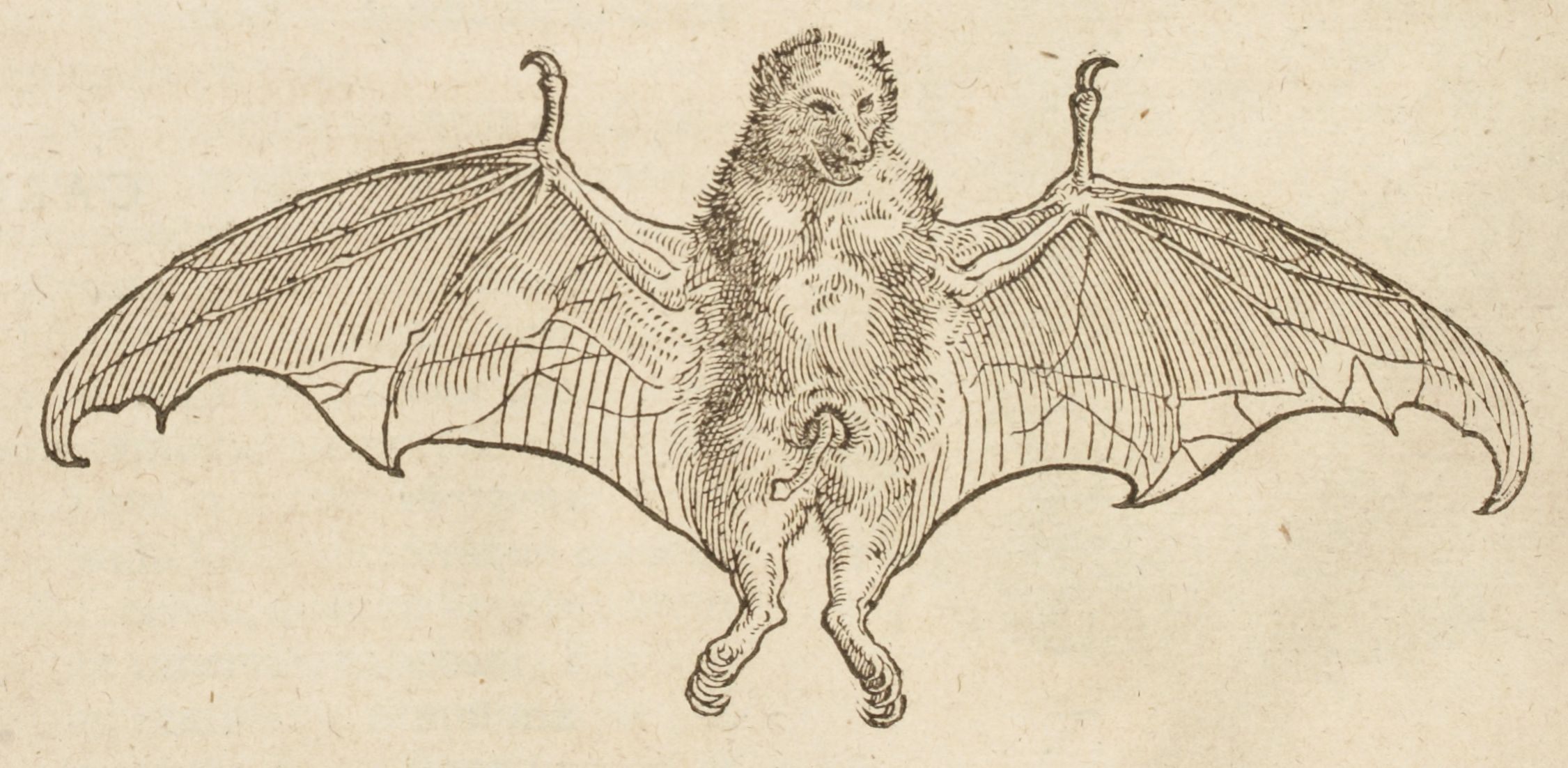
Zeichnung aus Carolus Clusius, Exoticorum libri decem, 1605

Bereits 1605 beschrieb der niederländische Naturforscher Carolus Clusius den Maskarenen-Flughund als Vespertilio Ingens. In den folgenden Jahrhunderten berichteten Reisende immer wieder von den riesigen Fledermäusen der Maskarenen. Erst in der Mitte des 18. Jahrhunderts wurden die beiden später als Pteropus niger und Pteropus subniger beschriebenen Arten unterschieden.
Die Erstbeschreibung der Maskarenen-Flughunds wurde 1792 von dem schottischen Arzt, Schriftsteller und Zoologen Robert Kerr als Vespertilio vampirus niger veröffentlicht. Der dänische Zoologe Knud Christian Andersen stellte 1912 in seiner umfangreichen Bearbeitung der Gattung Pteropus fest, dass sein französischer Kollege Mathurin-Jacques Brisson 1762 bei seiner Beschreibung der Gattung Pteropus ein Exemplar des Maskarenen-Flughunds vorlag. Als Terra typica gab er Réunion an. 1998 entschied die International Commission on Zoological Nomenclature, dass die zweite Auflage von Brissons Regnum animale nicht mehr für taxonomische Zwecke herangezogen werden darf. Einige der von ihm verwendeten Namen, darunter Pteropus, wurden jedoch für gültig erklärt. Neben dem Namen der Gattung wurden auch Brisson, 1762 als Autor der Gattung und die Art Pteropus niger (Kerr, 1762) als Typusart festgelegt.
Der dänische Zoologe Knud Christian Andersen veröffentlichte 1912 in seinem Katalog der Chiroptera des British Museum (Natural History) ein umfangreiches Kapitel über die Gattung Pteropus. Er teilte sie anhand morphologischer Kriterien in 17 Gruppen ein. Den Maskarenen-Flughund stellte er mit Pteropus aldabrensis, Pteropus seychellensis und Pteropus rufus in die Pteropus rufus-Gruppe. Jüngere Forschungen zeigten, dass Andersens Gruppen nicht monophyletisch sind. Eine Neuordnung erfolgte erste 2014, die monophyletische Pteropus vampyrus-Gruppe umfasst eine Anzahl nahe miteinander verwandter Arten:
- Pteropus aldabrensis, True, 1893 – Aldabra-Flughund von der Insel Aldabra
- Pteropus dasymallus Temminck, 1825 – Formosa-Flughund aus Japan, der Insel Taiwan und den Philippinen
- Pteropus lylei Andersen, 1908 – Hinterindischer Flughund aus Süd- und Südostasien
- Pteropus medius Temminck, 1825 syn. Pteropus giganteus Brünnich, 1782 – Indischer Riesenflughund
- Pteropus niger (Kerr, 1792) – Maskarenen-Flughund
- Pteropus pselaphon Lay, 1829 – Bonin-Flughund aus Japan
- Pteropus pumilus Miller, 1911 – Goldmantel-Flughund von den Philippinen
- Pteropus rodricensis Dobson, 1878 – Rodrigues-Flughund von der Insel Rodrigues
- Pteropus rufus É. Geoffroy, 1803 – Roter Flughund von Madagaskar
- Pteropus seychellensis Milne Edwards, 1877 – Seychellen-Flughund, mit Pteropus s. seychellensis von den Seychellen und Pteropus s. comorensis von den Komoren
- Pteropus vampyrus (Linnaeus, 1758) – Kalong aus Südostasien

Eine Reihe der endemischen Flughunde auf den Inseln des westlichen Indischen Ozeans, darunter Pteropus niger, zeigen nur eine geringe genetische Diversität. Der Artstatus von Pteropus aldabrensis, Pteropus niger, Pteropus rufus und Pteropus seychellensis wurde zugunsten der Herabstufung zu Rassen von Pteropus medius angezweifelt.

### Synonyme
- Vespertilio vampirus niger Kerr, 1792[34]
- Pteropus fuscus É. Geoffroy, 1803[38]
- Vespertilio  mauritianus Hermann, 1804[39]
- Pteropus rufus Tiedemann, 1808[40]
- Pteropus vulgaris É. Geoffroy, 1810[41]
- Pteropus pteropus Merriam, 1895[42]

## Gefährdung

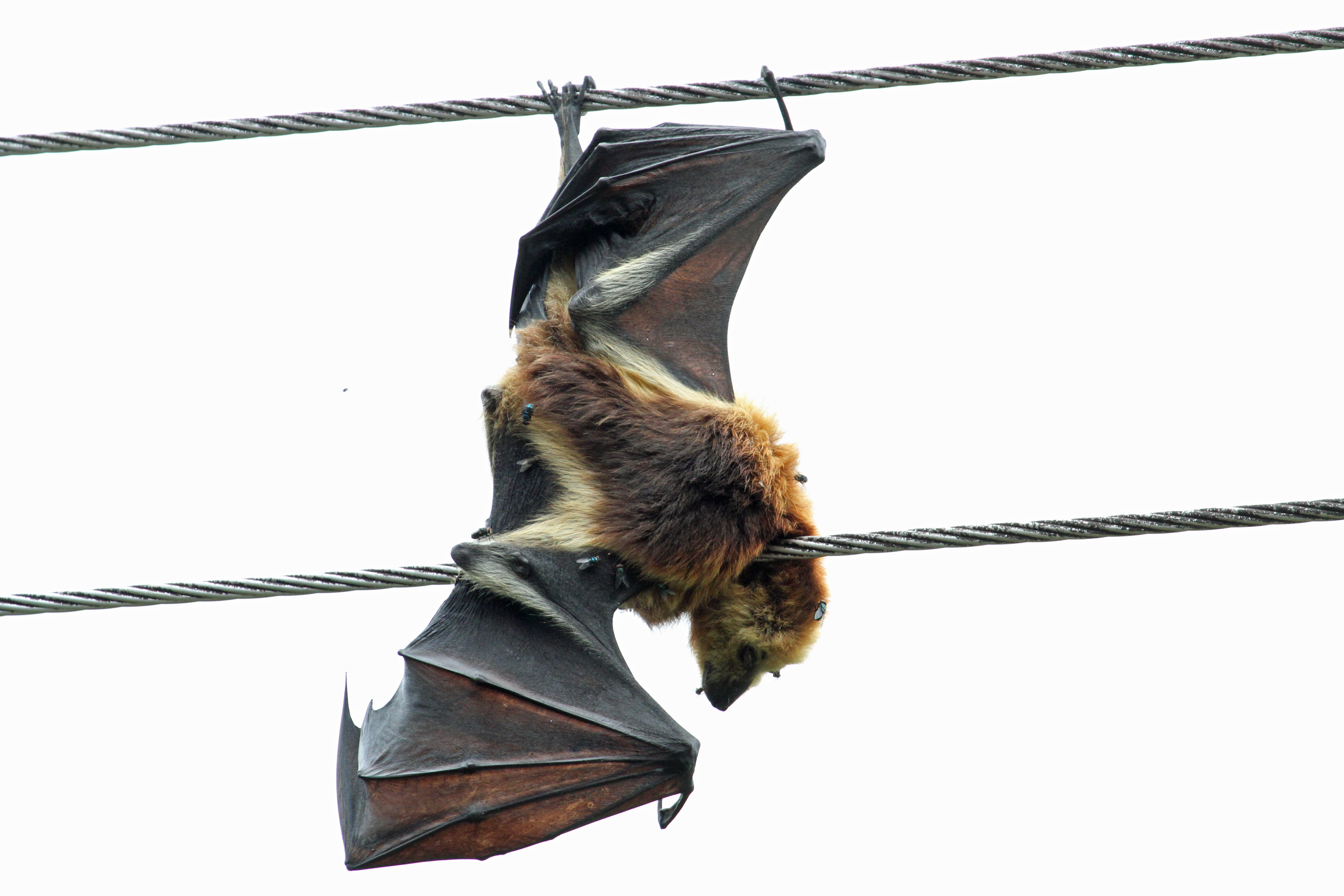
Verendeter Maskarenen-Flughund an einer Stromleitung

Der Bestand des Maskarenen-Flughunds auf Mauritius wird nach Angaben von Naturschutz-Organisationen wie der IUCN durch Zyklone, den Verlust geeigneter Habitate einschließlich benötigter Bäume als Ruhe- und Futterplätze, die Wilderei und die seit 2006 wiederholt durchgeführten Keulungen bedroht.

### Zyklone
Die Zyklone in Mauritius stellen eine dauerhafte Bedrohung der Maskarenen-Flughunde dar. Ende Februar 1960 verwüstete der Zyklon Carol die Insel, forderte Dutzende Todesopfer, zerstörte die Häuser von 100.000 Menschen und einen großen Teil der Anbauflächen. Es liegen keine Zählungen vor, die Population der Flughunde wurde aber auf einen Bruchteil des ursprünglichen Bestands reduziert. Wegen des Jagddrucks - einer unverminderten Zahl von Jägern standen deutlich weniger Flughunde gegenüber - hatte sich der Bestand nach zwanzig Jahren immer noch nicht erholt. Mauritius ist von 2003 bis 2018 von sehr schweren Zyklonen mit Windgeschwindigkeiten über 210 km/h verschont geblieben. Dennoch sind Naturschützer besorgt, dass die Insel in Zukunft, auch infolge der gegenwärtigen globalen Erwärmung, von häufigeren und stärkeren Stürmen betroffen sein könnte. Solche Naturereignisse verursachen nicht nur eine hohe Sterblichkeit durch direkte Einwirkung auf die Flughunde, sondern schädigen die Bestände auch durch den Verlust an Nahrung, indem sie die Früchte von den Bäumen fegen. Sie verursachen weitere Opfer, da die ausgehungerten Flughunde das Fallobst aufsuchen und am Boden eine leichte Beute für Katzen darstellen. Zudem zerstören sie zahlreiche Ruheplätze und vermindern die Laubdeckung. Anderenorts haben Zyklone in der Vergangenheit bis zu 99 Prozent der Flughund-Populationen ausgelöscht, so in den 1970er Jahren auf der nur wenige hundert Kilometer entfernten Insel Rodrigues den Rodrigues-Flughund (Pteropus rodricensis) und möglicherweise 1988 auf der Weihnachtsinsel den Weihnachtsinsel-Flughund (Pteropus melanotus natalis).

### Invasive Arten
Etwa ein Viertel der Inselfläche ist bewaldet, mit abnehmender Tendenz. Dabei ist der Waldbestand in staatlichem Besitz fast konstant, Wald auf privatem Grund wird jedoch häufig zugunsten anderer Nutzungen abgeholzt. Der Waldbestand ist durch mindestens 47 Arten vordringender invasiver Pflanzen beeinträchtigt, die einheimische Bäume und damit auch die natürlichen Futterpflanzen der Flughunde verdrängen. Auch eine Reihe invasiver Tierarten stört das ökologische Gleichgewicht durch die Zerstörung einheimischer Pflanzen und ihrer Früchte und Samen.
In den ersten Jahrhunderten der Besiedelung durch Menschen lebten sowohl auf Mauritius als auch auf Réunion nur wenige hundert Menschen. Die von ihnen mitgebrachten invasiven Tierarten, vorrangig Hausratten und Wanderratten, Katzen und Schweine, verbreiteten sich rasch über die Inseln und trugen zum schnellen Untergang zahlreicher Vogelarten wie dem Dodo bei. Die Flughunde sind wegen ihrer Lebensweise weniger gefährdet als bodenbrütende Vögel oder Schildkröten, doch sie können durch die Nahrungskonkurrenz und die Habitatveränderungen durch verwilderte Rinder, Ziegen und eingeführte Mähnenhirsche geschädigt werden. Auf Réunion wurden diese Arten schon in der Mitte des 19. Jahrhunderts aus der Fauna entfernt. Auf Mauritius gibt es hingegen große Bestände von verwilderten Schweinen und Mähnenhirschen.

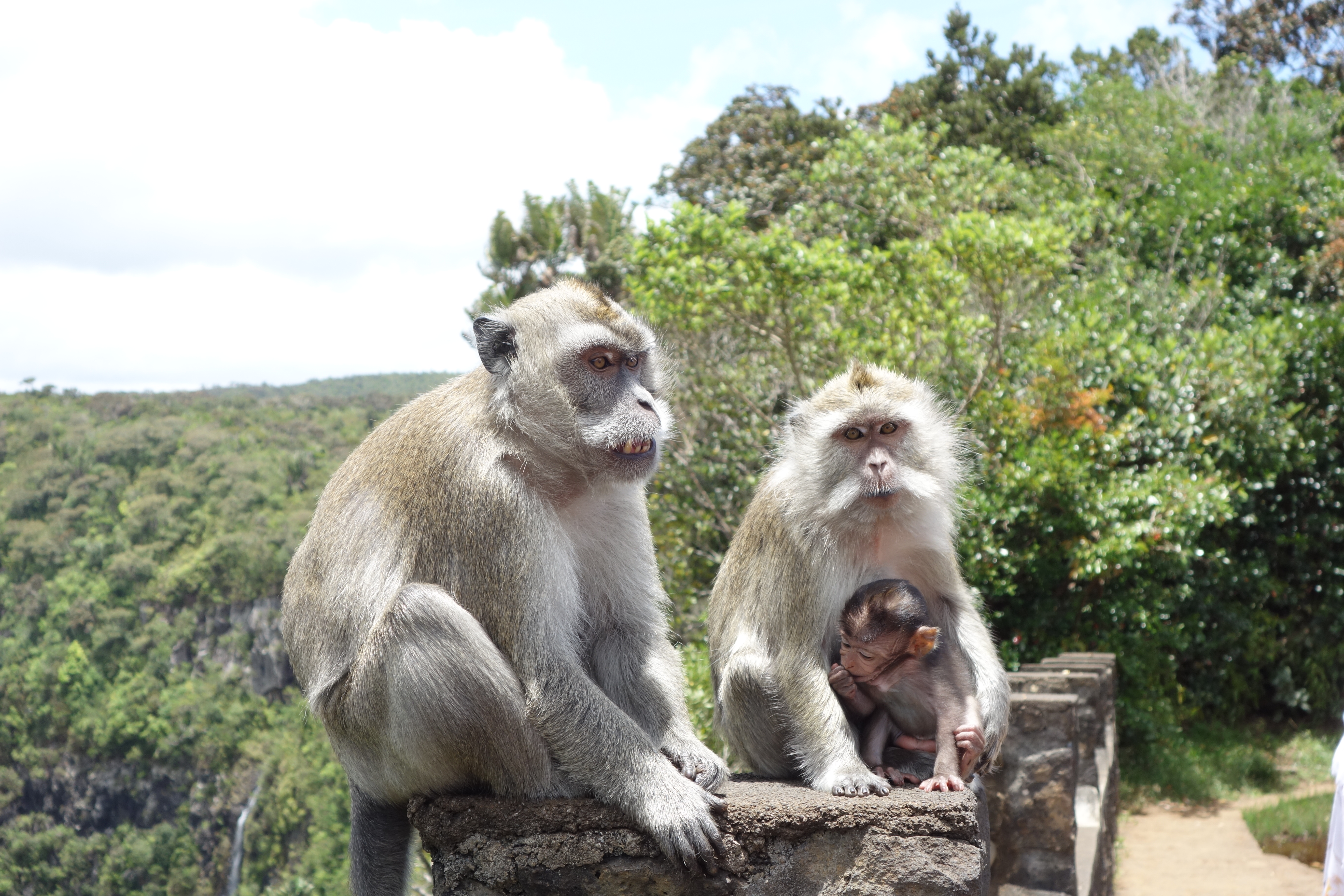
Javaneraffen (Macaca fascicularis) auf Mauritius

Eine besondere Bedeutung für die Maskarenen-Flughunde hat die Nahrungskonkurrenz der invasiven Javaneraffen (Macaca fascicularis). Sie wurden wahrscheinlich bereits im 16. Jahrhundert von portugiesischen Seefahrern auf Mauritius ausgesetzt und ernähren sich von den gleichen einheimischen Früchten wie die Flughunde, verzehren sie aber schon im unreifen Zustand. Bei einigen Nahrungspflanzen wurden den Flughunden dadurch mehr als 95 Prozent der Früchte entzogen. Die Affen verursachen in der Landwirtschaft jährlich Schäden von mehreren Millionen US-Dollar und gelten unter Naturschützern wegen ihrer Beeinträchtigung der endemischen Flora und Fauna als eine der gefährlichsten invasiven Arten. Ihr Fang und ihre Zucht für den Export als Versuchstiere ist andererseits ein bedeutender Wirtschaftsfaktor. Sie sind für Touristen attraktiv, gelten beim hinduistischen Teil der Bevölkerung als heilig und werden als Haustiere gehalten. Als leichte Jagdbeute werden sie gelegentlich verzehrt. Trotz der zahlreichen Interaktionen zwischen Menschen und Javaneraffen ist über die Haltung der Bevölkerung gegenüber den Affen nicht viel bekannt. Die Zahl der Javaneraffen wurde Ende des 20. Jahrhunderts auf 40.000 Tiere geschätzt. Sie wurde 2006 und 2007 auf etwa 8000 Tiere reduziert, als zahlreiche Tiere für den Export als Versuchstiere gefangen wurden. Seither ist der Bestand wieder auf geschätzte 50.000 Affen angestiegen.

### Jagd und Keulungen
1772 berichtete J. B. de La Nux in einem Brief an den französischen Naturforscher Georges-Louis Leclerc de Buffon über die Jagd auf Flughunde auf den Maskarenen. Der im 19. Jahrhundert ausgestorbene Kleine Maskarenen-Flughund konnte als Bewohner hohler Bäume und Höhlen leicht mit Fallen erbeutet werden. Der Maskarenen-Flughund ruhte gruppenweise in den Bäumen und konnte dabei leicht mit Keschern gefangen oder geschossen werden. Diese Praxis auf Réunion, die auf Mauritius als unsportlich galt, könnte zum Aussterben der Flughunde geführt haben. Historisch wurden Flughunde auf den Maskarenen als Bushmeat verzehrt, hier aber nur selten und nie in einem Ausmaß, das für die Art eine Bedrohung darstellte. Diese Tradition wurde aufgegeben, es gibt heute keine Jagd zu Ernährungszwecken und keinen Handel mit dem Fleisch der Maskarenen-Flughunde. Die Jagd auf die als Schädlinge empfundenen Flughunde oder als Sport trägt hingegen zur Gefährdung der Art bei. Anfang der 2010er Jahre wurde die Zahl der jährlich gewilderten Maskarenen-Flughunde auf etwa 2000 Tiere geschätzt, zwischen vier und zehn Prozent der Population. Die Schätzung für 2015 betrug bereits 5000 gewilderte Flughunde und es wird befürchtet, dass die Durchführung der Keulungen auch die Zahl der gewilderten Flughunde weiter ansteigen lässt.
2005 waren 43 Prozent der Fläche von Mauritius landwirtschaftliche Nutzfläche, und davon wurde auf 89 Prozent Zuckerrohranbau betrieben. Der Anteil der Produktion von Früchten wie Litschi und Mango, meist für den französischen und deutschen Markt, hat in den vergangenen Jahrzehnten stark zugenommen. Im Oktober 2006 wurde nach Beschwerden von Plantagenbesitzern erstmals versucht, den Bestand der Maskarenen-Flughunde durch Keulungen auf ausgewählten Litschi-Plantagen zu reduzieren. Dabei sollten auf den Plantagen an Nachmittagen insgesamt 2000 Flughunde getötet werden. Die Maßnahme erwies sich nach Regierungsangaben als wirkungslos, da die meisten der nachtaktiven Flughunde der Verfolgung entgingen. Offiziell wurden nur sechs Flughunde getötet. Demgegenüber töten Wilderer nach Angaben der IUCN in einer Nacht mehrere Hundert Flughunde. Die Keulung stand in Widerspruch zu dem Wildlife and National Parks Act 1993, der den Maskarenen-Flughund unter Schutz stellt.
2015 wurde eine erneute Keulung von Flughunden angestrebt. Im Vorfeld der parlamentarischen Beratungen über ein neues Naturschutzgesetz nannte der Minister für Agrarindustrie und Lebensmittelsicherheit in den Publikumsmedien der Insel absurd hohe Bestandszahlen von bis zu einer Million Tieren, und einen Anstieg der Population, der biologisch ausgeschlossen ist. Der Minister betonte, dass sich der Status des Maskarenen-Flughunds in den vergangenen Jahren von „gefährdet“ zu „Schädling“ verändert habe. In einer Sitzung der Nationalversammlung von Mauritius am 6. Oktober 2015 gab der Minister für Agrarindustrie und Lebensmittelsicherheit bekannt, dass ab Mitte des Monats erneut Keulungen auf Plantagen außerhalb von Wohngebieten geplant seien. Die Durchführung wurde der Special Mobile Force übertragen, einer paramilitärischen Polizei-Einheit, die auf Mauritius die Aufgabe der Streitkräfte erfüllt. Sie arbeitete dabei mit der Nationalparkverwaltung und dem veterinärmedizinischen Dienst des Landwirtschaftsministeriums zusammen. Bei der drei Wochenenden andauernden Keulung sollte sichergestellt werden, dass die Art auf Mauritius fortbestehen kann. Es wurde eine Bestandsreduzierung um 20 Prozent angestrebt, das entsprach weniger als 20.000 Tieren.
Die Keulungen riefen im In- und Ausland Proteste von Naturschützern hervor. Sie rügten insbesondere, dass die Regierung dem Druck von Lobbyisten nachgegeben habe, und dass es für die angeblich von den Flughunden verursachten Schäden keine Beweise gebe. Andere Tiere, wie invasive Ratten, Sittiche und Beos, verursachten größere Schäden, seien aber nicht das Ziel der Keulungen. Der mauritische Ökologe und Naturschützer Vincent Florens hielt der Agrarindustrie seines Landes in einem Leserbrief an das Wissenschaftsmagazin Nature vor, die Umwelt und internationale Übereinkünfte zu missachten. Die Keulungen haben sich als wirkungslos erwiesen, die Litschi-Produktion ist nach den beiden ersten Keulungen im Jahr 2017 um etwa siebzig Prozent eingebrochen. Bei den Keulungen werden überproportional viele Junge führende Muttertiere abgeschossen, viele Flughunde werden nur angeschossen und verenden qualvoll. Im Black-River-Gorges-Nationalpark und mehreren weiteren Naturschutzgebieten und in Touristenzentren wie dem Sir Seewoosagur Ramgoolam Botanical Garden wurden Flughunde getötet, jedoch nicht in den angeblich von Flughunden in großer Zahl heimgesuchten Plantagen. Damit werden Flughunde mit einem problematischen Verhalten geschont, während die in den Schutzgebieten verbleibenden Flughunde dezimiert werden.
Bei der Keulung im Oktober und November 2015 wurden nach Regierungsangaben 30.938 Flughunde getötet. Hinzu kommen nach vorsichtigen Schätzungen 5000 gewilderte und 1000 an Stromleitungen verendete Tiere. Bei einer zweiten Keulung im Dezember 2016 wurden nach Regierungsangaben 7380 Flughunde getötet. Damit wurde die Population nach Angaben der IUCN und einheimischer Naturschützer zwischen Oktober 2015 und Januar 2017 um 50 Prozent reduziert. Unter der Annahme, dass es keine Keulungen mehr gibt, sich keine Naturkatastrophen ereignen, und weiterhin jährlich 5000 Flughunde gewildert werden und 1000 an Stromleitungen verenden, befürchtet die Organisation einen Rückgang der Population um 64 bis 80 Prozent bis 2030 oder 2038. Ungeachtet der nationalen und internationalen Proteste von Naturschützern hat die Regierung von Mauritius im Dezember 2018 eine dritte Keulung vorgenommen, die wiederum die Tötung von 20 Prozent der Flughunde zum Ziel hatte.

### Gefährdungseinschätzung
Die IUCN hat ihre Gefährdungseinschätzung wiederholt geändert. Am Beginn der 1970er Jahre galt die Art als vom Aussterben bedroht, 1983 wurde sie von der IUCN als „selten“ bezeichnet. Der Maskarenen-Flughund wurde im Jahr 2008 von der Organisation als gefährdet betrachtet und in die zweithöchste Gefährdungskategorie eingeordnet (EN - Endangered). Das wurde mit der geringen Größe des Verbreitungsgebiets und dessen Beschränkung auf eine einzige, möglicherweise zwei, Inseln, dem fortschreitenden Verlust geeigneter Habitate und der abnehmenden Zahl fortpflanzungsfähiger Exemplare infolge von Wilderei und Keulungen begründet. 2013 wurde der Gefährdungsstatus auf bedroht (VU - Vulnerable) herabgesetzt. Dies geschah auf der Grundlage einer neuen Hochrechnung, die für die folgenden drei Generationen (21 Jahre) als Folge von Habitatverlusten einen Bestandsrückgang von nur noch 30 Prozent prognostizierte.
2017, nach den Keulungen der Jahre 2015 und 2016, wurde die Gefährdungsstufe der IUCN wieder auf EN-Endangered erhöht. Dies geschah in Erwartung eines Populationsrückgangs von mehr als 50 Prozent innerhalb von drei Generationen oder 21 Jahren. Als Ursache für diesen erwarteten Rückgang wurden weitere Keulungen und verminderte Schutzmaßnahmen durch die Regierung, die zunehmende Wilderei durch die Bevölkerung, Verluste an Stromleitungen, Habitatverluste und die Wahrscheinlichkeit eines starken Zyklons innerhalb von drei Generationen angeführt.

## Schutz

### International
Der Maskarenen-Flughund ist seit 1990 in Anhang II des Washingtoner Artenschutzübereinkommen (CITES) aufgeführt. Damit unterliegt der Maskarenen-Flughund starken Beschränkungen des internationalen Handels. Frankreich hat 1996 und Mauritius im Jahr 2000 das Übereinkommen über den Schutz und die Entwicklung der Meeres- und Küstenumwelt der ostafrikanischen Region (Nairobi-Konvention) ratifiziert. Frankreich hat bereits 1985 das Protokoll über geschützte Gebiete und über wildlebende Fauna und Flora in der ostafrikanischen Region unterzeichnet. Der Maskarenen-Flughund ist in Anhang II des Protokolls aufgeführt und daher besonders zu schützen. Für Mauritius ergeben sich keine Verpflichtungen aus dem Protokoll, da es nicht unterzeichnet hat.

### Schutz auf Mauritius
Die ersten Gesetze zum Naturschutz auf Mauritius erfassten nur Vögel und, seit 1973, Reptilien. Als erste Maßnahme wurden die Flughunde mit dem Wildlife Act (Act 33 of 1983) von der Liste des jagdbaren Wilds genommen. Der Wildlife and National Parks Act 1993 stellte den Maskarenen-Flughund auf Mauritius national unter Schutz, es wurde aber niemals ein Wilderer wegen der Tötung eines Flughunds bestraft. 2015 wurde der Wildlife and National Parks Act 1993 durch den Native Terrestrial Biodiversity and National Parks Act (2015) ersetzt. Der Maskarenen-Flughund steht weiter unter Schutz, doch das neue Gesetz erlaubt die Tötung von Wildtieren, die als Schädlinge klassifiziert wurden. Auf dieser geänderten rechtlichen Grundlage erfolgten die Keulungen der Jahre 2015 und 2016.

Schutznetze über den fruchttragenden Trieben eines Litschibaums

2009 begann die Regierung von Mauritius mit der Subvention des Kaufs von bis zu zehn Schutznetzen durch die Obstbauern, für die drei Viertel des Kaufpreises erstattet wurden. Fast 4.500 Anträge wurden daraufhin gestellt. Dennoch stiegen die gemeldeten Schäden weiter an, nach Auffassung der Regierung aufgrund der Zunahme der Flughund-Population. Es zeigte sich, dass die Anbringung von Schutznetzen auf Litschi-Plantagen einfacher als an Mangobäumen ist. Das Beschneiden der ausladenden Mangobäume, um die Schutznetze anbringen zu können, führt für drei bis vier Jahre zu einer deutlich geringeren Ernte, anschließend jedoch zu höheren Erträgen. Das Landwirtschaftsministerium riet den Obstbauern zum Anpflanzen kleinbleibender Sorten der Mangobäume, da diese einfacher mit Netzen zu schützen sind. Darüber hinaus wurden Maßnahmen zum Erhalt und Ausbau naturnaher Wälder beschlossen, die durch die Anpflanzung von Jackfruchtbäumen, Mangos und Guaven für die Flughunde attraktiver gemacht werden sollen.
Es besteht die Notwendigkeit, die Größe und Entwicklung der Bestände, die Anforderungen an Habitate, die Beeinträchtigungen der Landwirtschaft durch die Flughunde und mögliche Maßnahmen zum Schutz der Plantagen, sowie die Auswirkungen der durchgeführten Keulungen und weiter möglicher Zyklone einer wissenschaftlichen Untersuchung zu unterziehen. Ein wichtiges Ziel ist die Entwicklung von erfolgreichen Strategien zum Schutz der Ernten, die auch in den Augen der Landwirte eine Alternative zur Tötung von Flughunden darstellen. Es hat sich gezeigt, dass die Beseitigung invasiver Pflanzen die natürlichen Habitate der Flughunde verbessert, so dass diese wieder stärker Wildpflanzen als Nahrungsquelle nutzen. In Bezug auf die im Obstbau durch Flughunde verursachten Schäden wurden die verbesserte Ausstattung mit Netzen und Unterweisungen über die optimale Handhabung, die optimierte Beschneidung der Gehölze zur Steigerung der Produktivität, die Entwicklung des Fruchtexports, mit dem Schwerpunkt der Vermarktung ethisch verantwortungsvoll -also auch unter Verzicht auf die Tötung von Flughunden - produzierter Ware, und ein verbesserter Dialog der beteiligten Interessengruppen.

### Schutz auf Réunion
Die kleine Population auf Réunion profitiert von den strikten Vorgaben des französischen und europäischen Naturschutzrechts, da Réunion als französisches Übersee-Département Teil Frankreichs und der Europäischen Union ist. Der Maskarenen-Flughund ist zusammen mit der Mauritius-Grabfledermaus (Taphozous mauritianus) und der Réunion-Mastino-Fledermaus (Mormopterus francoismoutoui) durch einen Ministererlass vom 17. Februar 1989 unter besonderen Schutz gestellt worden. Verstöße gegen den Erlass sind mit einem Jahr Freiheitsstrafe oder Geldstrafe von bis zu 15.000 Euro bedroht. Die Fledertiere auf Réunion unterliegen allerdings weder der Fauna-Flora-Habitat-Richtlinie, noch dem Abkommen zur Erhaltung der europäischen Fledermauspopulationen. 2011 wurde ein erstes Artenschutzkonzept für den Maskarenen-Flughund veröffentlicht. In der 2010 von der IUCN und dem Muséum national d’histoire naturelle veröffentlichten Roten Liste der Fauna von Réunion wird der Maskarenen-Flughund als vom Aussterben bedroht (CR - Critically Endangered) aufgeführt. Die sehr kleine Population mit ihren Ruheplätzen in der Nähe zu menschlichen Siedlungen ist besonders anfällig, sowohl gegenüber anthropogenen wie gegenüber natürlichen Einwirkungen wie Stürmen.